# J'épouse ma femme
Pour plus de détails, voir Fiche technique et Distribution.
J'épouse ma femme (Bedtime Story) est un film américain réalisé par Alexander Hall, sorti en 1941.

## Synopsis
Jane Drake veut se retirer du théâtre pour vivre dans une ferme du Connecticut. Son mari Luke est d'un autre avis et continue à travailler sur sa dernière pièce, écrite pour elle. Lassée, Jane part à Reno pour demander le divorce. Lisant un article dans le journal selon lequel Luke ne se sent pas bien et a abandonné le travail, elle se précipite à ses côtés, pour découvrir que ce n'est pas vrai. Elle voit clair dans son jeu et, dans un accès de colère, elle part.
Jane retourne à Reno pour obtenir le divorce et commence à sortir avec William Dudley. Luke lui fait accepter de sortir avec lui et ils traversent accidentellement la frontière de la Californie, où ils tombent en panne d'essence. Ils prennent une chambre d'hôtel afin d'avoir un endroit où s'asseoir. Elle lui donne des conseils sur la façon d'améliorer le script de cette nouvelle pièce et lui dit ensuite de faire jouer quelqu'un d'autre. Elle paie la chambre et l'essence, en disant à Luc qu'il lui doit 4,40 $ pour sa part de l'essence et du logement. En rentrant chez elle, elle découvre dans le journal un article annonçant que Luke a confié le rôle principal de sa pièce à Virginia Cole. Luke explique à Virginia que l'article dans le journal était un faux pour contrarier Jane. Virginia accepte de tromper Jane en prétendant qu'elle a été choisie pour jouer dans la nouvelle pièce.
Jane et Luke conviennent de vendre aux enchères tous leurs meubles. Un homme du nom de Dingelhoff achète tout, y compris le bureau que Jane a acheté pour Luke, à l'exception d'un vase que Luke a donné à Jane et que Jane achète. Très vite, les répétitions de la pièce sont en cours - avec Virginia qui joue le rôle de Jane. Luke découvre que Jane est fiancée à William.
Luke convainc Jane de venir à une répétition de la pièce. Elle donne quelques conseils à Virginia, qui fait semblant d'être contrariée et "part en trombe". Avec la perspective que Luke perde tout l'argent qu'il a englouti dans la pièce, sans actrice principale, Jane accepte à contrecœur de la remplacer, mais seulement jusqu'à ce que Luke trouve quelqu'un d'autre. Elle apprend alors que Luke et Eddie ont piégé William pour qu'il se fasse arrêter. Jane part pour faire sortir William de prison.
Le lendemain matin, Luke et Eddie viennent avec des fleurs pour s'excuser, et apprennent par les domestiques que Jane s'est enfuie et a épousé William. Luke engage deux hommes pour jouer le rôle d'inspecteurs et interroge Jane sur la validité de son mariage. Les faux inspecteurs insistent sur le fait qu'elle a dû rester à Reno pendant six semaines d'affilée sans quitter sa chambre d'hôtel. Elle remet à William tous ses reçus de Reno, puis tombe sur celui de Californie, sur lequel figure une nuit d'hébergement. Elle refuse de donner à Luke la satisfaction de lui montrer ce reçu, alors il admet que les inspecteurs sont faux. Ils partent tous.
Leur amie Emma vient dire à Jane que la production est définitivement arrêtée et que Luke les a payés avec le reste de son argent. Réalisant à quel point il l'aime, Jane tend le reçu à Emma et lui dit qu'elle veut l'argent que Luke lui doit. Luke, Emma et Eddie sont assis autour d'un verre, attristés par la fin de la production et par le mariage de Jane. Luke met un certain temps à réaliser qu'avec le reçu, il peut prouver que le mariage de Jane n'est pas légal.
À l'hôtel, Luke envoie toute une série de personnes - des plombiers aux électriciens en passant par les femmes de chambre - pour interrompre Jane et William lors de leur nuit de noces. William en a assez de toutes ces interruptions, mais Jane en est simplement amusée. Une dispute éclate dans leur chambre d'hôtel et Jane part avec Luke. Ils se réconcilient lorsque Luke les ramène dans leur ancien appartement où elle apprend qu'il a engagé Dinglehoff pour acheter tous leurs meubles.

## Fiche technique
- Titre : J'épouse ma femme
- Titre original : Bedtime Story
- Réalisation : Alexander Hall
- Production : B. P. Schulberg
- Société de production : B. P. Schulberg Productions et Columbia Pictures
- Scénario : Richard Flournoy d'après une histoire de Horace Jackson et Grant Garett
- Musique : Werner R. Heymann
- Photographie : Joseph Walker
- Montage : Viola Lawrence
- Direction artistique : Lionel Banks
- Costumes : Irene (non créditée)
- Pays d'origine : États-Unis
- Langue : anglais
- Format : Noir et blanc - Son : Mono (Western Electric Mirrophonic Recording)
- Genre : Comédie romantique
- Durée : 85 minutes
- Date de sortie : 
  - États-Unis : 25 décembre 1941
  - France : 24 juin 1947

## Distribution
- Fredric March : Lucius 'Luke' Drake
- Loretta Young : Jane Drake
- Robert Benchley : Eddie Turner
- Allyn Joslyn : William Dudley Jr.
- Eve Arden : Virginia Cole
- Helen Westley : Emma Harper
- Joyce Compton : Beulah
- Tim Ryan : Mac, l'agent de police
- Olaf Hytten : Alfred, le maître d'hôtel
- Dorothy Adams : Betsy, la bonne
- Clarence Kolb : Collins, l'acteur
- Andrew Tombes : Billy Wheeler / Pierce

Acteurs non crédités
- Grady Sutton : Bert, le styliste
- Emmett Vogan : Mike Sadden